# Neumichtis exclusa
Neumichtis exclusa är en fjärilsart som beskrevs av Walker 1857. Neumichtis exclusa ingår i släktet Neumichtis och familjen nattflyn. Inga underarter finns listade i Catalogue of Life.